# Dumelang Saleshando
Dumelang Saleshando (Selebi-Phikwe, 13 de septiembre de 1971) es un economista y político botsuano que ejerce como líder del Partido del Congreso de Botsuana (BCP), uno de los principales partidos de la oposición del país africano, desde 2010. Es también líder de la Oposición en la Asamblea Nacional desde noviembre de 2024, cargo que ya había ocupado previamente de 2012 a 2014 y desde 2019 a 2022. Sucediendo a Duma Boko luego de su derrota en las elecciones de 2019, Saleshando se convirtió en el primer líder de la Oposición ajeno al Frente Nacional de Botsuana (BNF) desde 1969 en acceder al cargo después de una elección y no por vía de una deserción parlamentaria.

## Biografía
Saleshando nació el 13 de septiembre de 1971, el primogénito de los cinco hijos de Gilson Saleshando, político, y Keatlaretse Dolly Saleshando, enfermera. Asistió a numerosas escuelas en Kanye, Lobatse y Selebi-Phikwe. Se crio en la Iglesia Adventista del Séptimo Día. Completó su educación en St Joseph's College, donde se convirtió en miembro de la Juventud Socialista de Botsuana, antes de matricularse en una licenciatura en economía y ciencias políticas en la Universidad de Botsuana en 1992.
Después de la universidad, Saleshando se unió al First National Bank Botswana como gerente en prácticas, pero fue despedido sumariamente por filtrar información sobre las finanzas del gobernante Partido Democrático de Botsuana. En 2003, Saleshando comenzó a hacer campaña por el escaño parlamentario capitalino de Gaborone Central. El escaño lo ocupaba anteriormente Michael Dingake, exlíder del Partido del Congreso de Botsuana. Saleshando fue elegido miembro del parlamento de Gaborone Central después de derrotar a la parlamentaria en ejercicio, Margaret Nasha en las elecciones de 2004. Fue reelegido en 2009. Tras el retiro de su padre, Gilson Saleshando, del liderazgo del BCP, Saleshando fue elegido líder en julio de 2010 a pesar de los recelos de su propio padre, quién rechazaba la idea de que la sucesión fuera vista como «dinástica».
En las elecciones de 2014, Saleshando perdió su escaño parlamentario ante Phenyo Butale, de la coalición Paraguas para el Cambio Democrático (UDC). Saleshando llevó al BCP a unirse a la UDC antes de las elecciones de 2019, donde recuperó su escaño como candidato de la oposición unida. Dada la derrota de Duma Boko, líder del BNF, en dichas elecciones, Saleshando asumió como líder de la Oposición en la Asamblea Nacional. Sin embargo, fue expulsado del cargo en 2022 en el marco de una disputa interna dentro de la alianza y sucedido por Dithapelo Keorapetse, de su mismo partido. En 2023, Saleshando confirmó que el BCP competiría en solitario en las elecciones de 2024, poniendo fin a su participación en la UDC.

## Vida personal
Saleshando se casó con Dineo en 2002 y tienen dos hijos y una hija. Su hijo, Seabo Saleshando, es jugador de tenis.